# Pseudacteon comatus
Pseudacteon comatus är en tvåvingeart som beskrevs av Borgmeier 1925. Pseudacteon comatus ingår i släktet Pseudacteon och familjen puckelflugor. Inga underarter finns listade i Catalogue of Life.